# 买买提·柔孜
买买提·柔孜（1935年—1973年）塔吉克族，生于新疆塔什库尔干县，诗人、作家。

## 生平
1935年出生。1950年代开始文学创作，用维吾尔文写出许多诗歌、多部短篇小说以及报告文学，其中主要是诗歌。买买提·柔孜的诗歌富有民族特色，感情真挚。《问心无愧》（1956年）、《我的血管里流动着共产党人的血》（1957年）、《塔什库尔干的春天》（1959年）、《各民族亲如一家》（1973年）等等诗歌在塔吉克族乃至新疆各民族中间具有一定影响。
1973年，买买提·柔孜逝世。